# Francesco Cimminelli
Francesco Cimminelli, detto Franco (Montegiordano, 20 luglio 1936 – Torino, 23 gennaio 2012), è stato un imprenditore, dirigente sportivo e dirigente d'azienda italiano.
È stato presidente della Ergom automotive dal 1972 al 2007 e proprietario del Torino dal 2000 al 2005 con la carica di vice presidente del Consiglio di Amministrazione ed amministratore delegato.

## Biografia
Nato in Calabria nel 1936, si trasferisce a Torino negli anni sessanta, nel 1972 fonda a Borgaro Torinese la Ergom Materie plastiche S.p.a, azienda di stampaggio di materie plastiche che nei primi anni ottanta si trasformerà nella Ergom automotive e si specializzerà nella componentistica per automobili, diventando parte integrante dell'indotto di Fiat, poi fonda anche la compagnia aerea Air Vallée nel 1987 ed acquista quote del Torino.
Su richiesta dell'allora ad Fiat Paolo Cantarella (noto tifoso granata) nel 2000 compra il Torino dall'imprenditore genovese Massimo Vidulich, ormai inviso alla piazza torinista, diventando proprietario della squadra e chiamando alla presidenza prima Giuseppe Aghemo e poi Attilio Romero.
La sua gestione, caratterizzata da un'ingente profusione di risorse (tra cui spiccano gli acquisti del uruguaiano Franco Ramallo e di Diego De Ascentis per 14 e 12 miliardi), assentite in maniera confusionaria, conduce a tre stagioni in serie B e due nella massima serie. Non sarà mai amato a causa del suo carattere schivo e per le simpatie dichiaratamente bianconere.
Dopo il fallimento del Torino nel 2005, a 40 giorni appena dalla promozione in serie A conquistata sul campo, dedica un biennio alla sua azienda, prima di rassegnare le dimissioni e vendere la Ergom alla Fiat e cedendo la Air Vallée a una società genovese.
È morto a 75 anni dopo due giorni di coma in seguito ad un ictus con conseguente emorragia cerebrale al CTO di Torino.